# Tellerhäuser

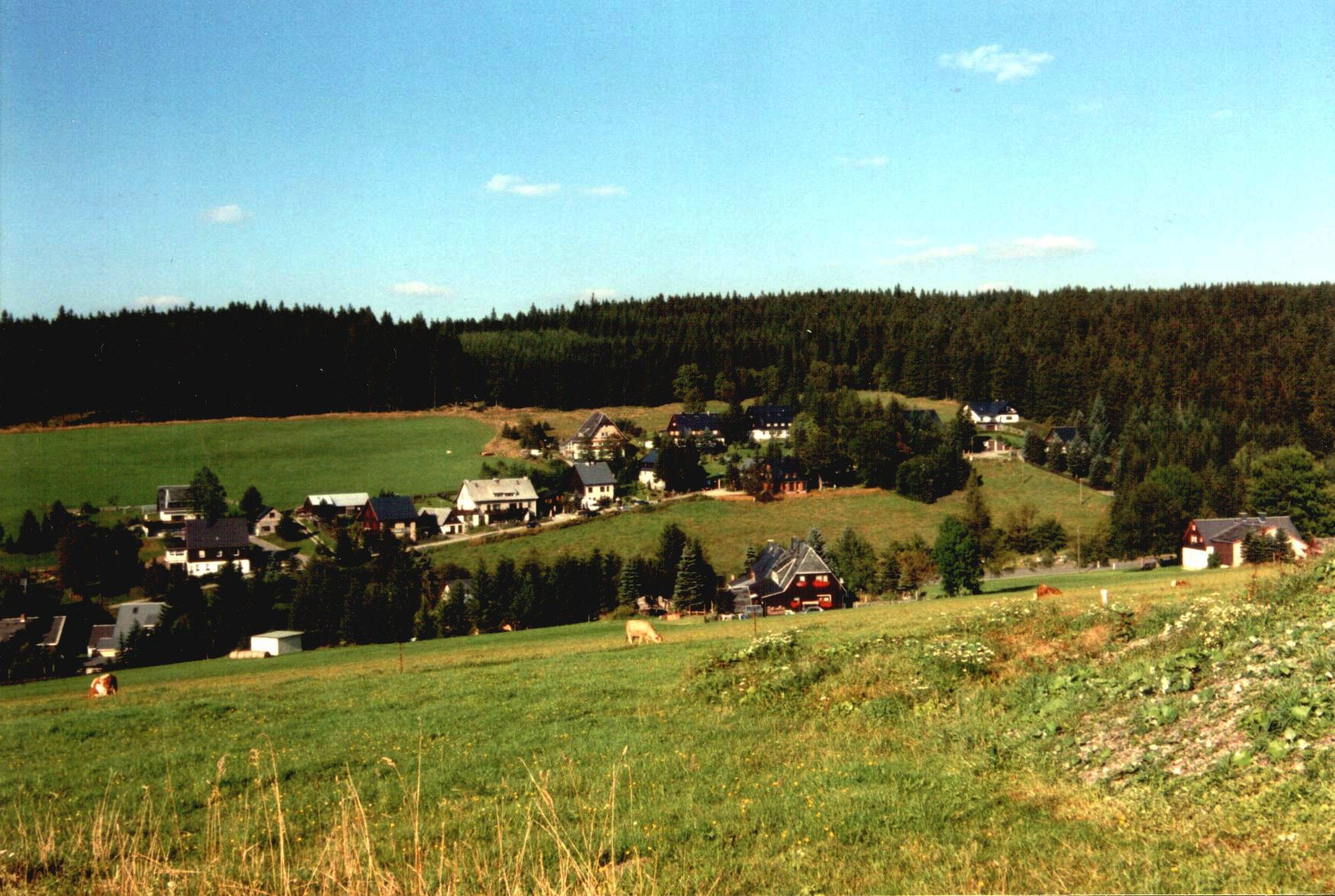
Blick auf den Einsberg (vor dem Tornado vom 29. Juli 2005)

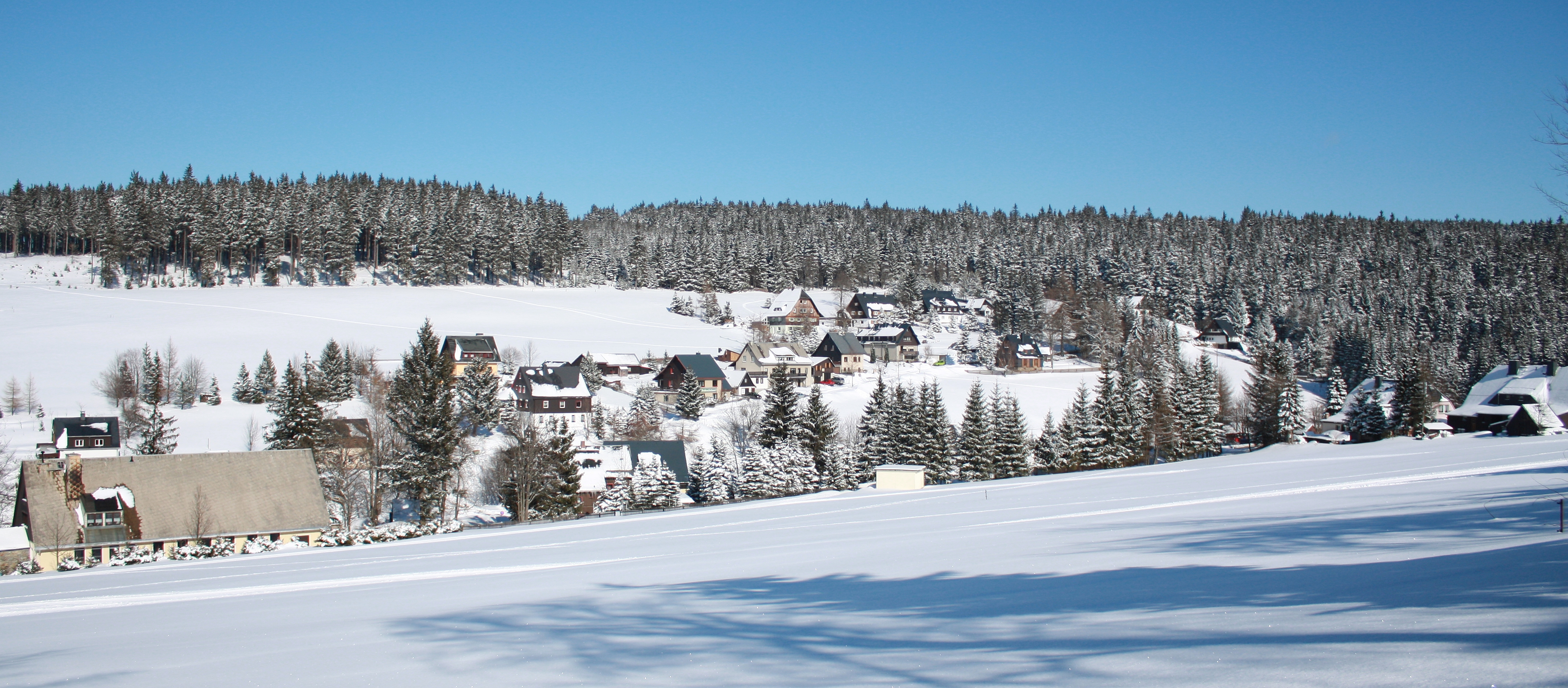
Blick auf den Einsberg im Winter 2010, im Vordergrund Loipen

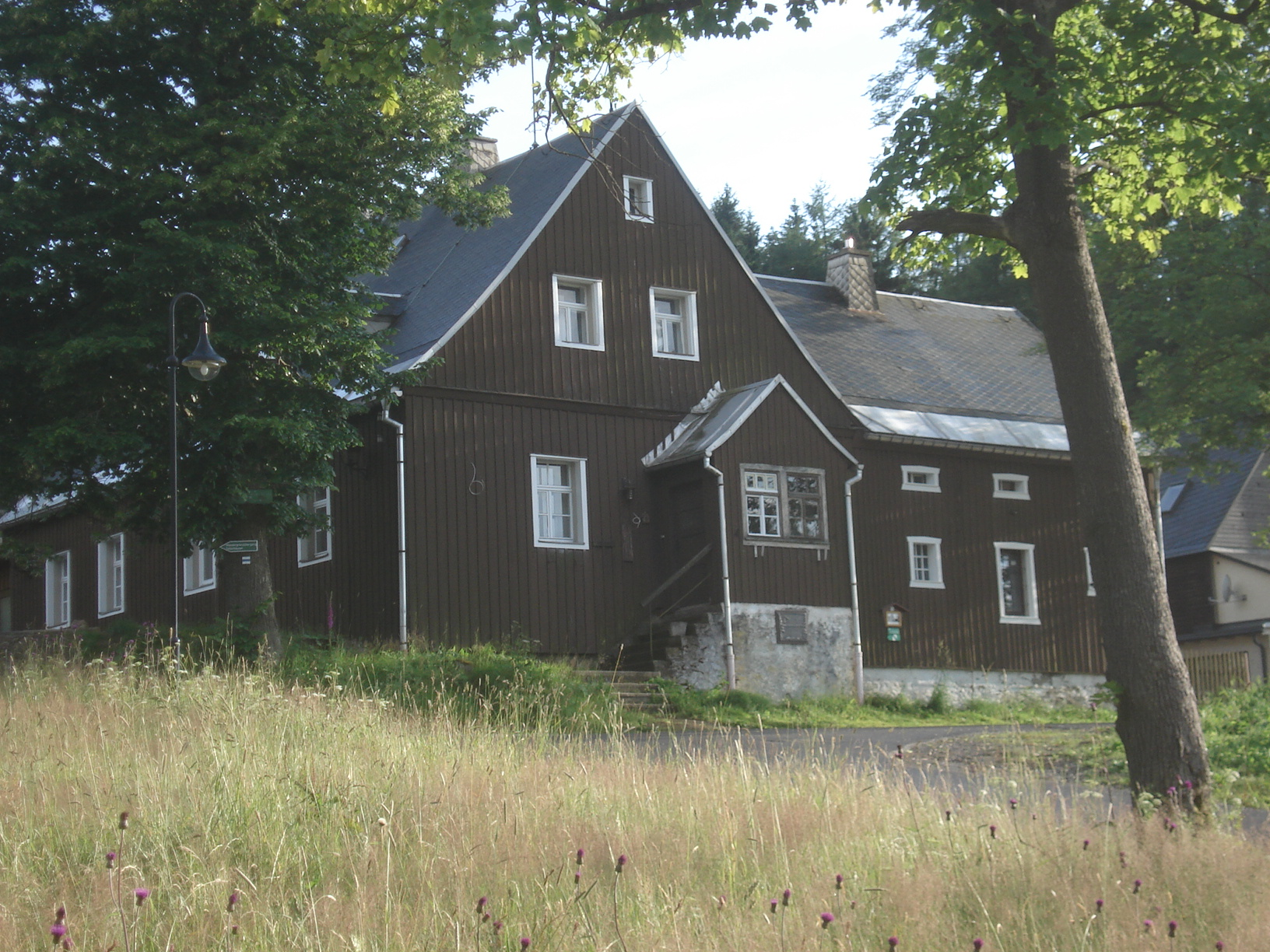
Forsthaus in Tellerhäuser

Tellerhäuser ist ein Ortsteil der Gemeinde Breitenbrunn/Erzgeb. im Erzgebirgskreis in Sachsen, Deutschland.

## Geografische Lage
Der Ortsteil liegt in einem der größten zusammenhängenden Waldgebiete Sachsens unmittelbar an der Grenze zu Tschechien im Tal des Klingerbachs, der nach dem Zusammenfluss mit dem Höllbach bei Zweibach als Pöhlwasser bezeichnet wird. Im Norden erstreckt sich entlang der Klöppelstraße der Höhenzug Einsberg. Durch den Ort führt die Staatsstraße von Raschau nach Oberwiesenthal.

## Geschichte
Den Grundstein für die kleine Siedlung legte ein Bergmann namens Andreas Teller. Der aus Gottesgab stammende Teller wandte sich 1650, als im Königreich Böhmen die Gegenreformation verschärft wurde, als Exulant in das Gebiet des Kurfürstentums Sachsen. Sein Gesuch, am Kaffenberg ein Haus errichten zu dürfen, wurde 1652 von Kurfürst Johann Georg I. positiv beschieden, was als Gründungszeitpunkt von Tellerhäuser angesehen werden kann. In Christian Lehmanns Historischem Schauplatz ist 1699 eine Richtungsangabe „nach Tellers neuen Hauß“ belegt. Ein zweites Haus war kurze Zeit vorher hinzugekommen. Dieses wurde 1686 vom Oberwiesenthaler Handelsmann Andreas Burckhardt käuflich von Christoph Rudolph von Carlowitz erworben. Noch 1791 ist von einem oberen und einem unteren Tellerhaus die Rede, die laut dem Historischen Ortsverzeichnis von Blaschke bereits ein Amtsdorf bildeten. Die Sächsische Kirchengalerie nennt um 1840 „die 3 Tellerhäuser am Kaff“.
August Schumann zählt 1824 in seinem Lexikon die drei kleinen Güter in Tellerhäuser, unter denen sich ein Forsthaus befand, zu den bevölkerungsreichsten in Sachsen. Für die damals 37 Kinder war ein eigener Schullehrer beschäftigt, da der Schulweg in einen der angrenzenden Orte nicht zumutbar gewesen wäre. Im Gegensatz dazu ist Tellerhäuser seit jeher nach Oberwiesenthal eingepfarrt. Für einen Kirchgang war ein zweieinhalbstündiger Fußmarsch notwendig, der im Winter oft sehr beschwerlich oder unmöglich war.
1801 hatte Tellerhäuser 31 Einwohner. Von 1834 bis 1890 verdreifachte sich die Einwohnerzahl von 41 auf 119. Auf den Bevölkerungszuwachs folgte um die Jahrhundertwende auch eine Vergrößerung der Besucherzahlen, da sich Tellerhäuser als Ziel von Sommer- und vor allem Winterfrischlern etablierte. Für die Unterbringung der Gäste sorgten neben dem beliebten Gasthaus Schneider mehrere Pensionen. Auch in der Folgezeit blieb Tellerhäuser vor allem wegen seiner Schneesicherheit ein häufig besuchter Urlaubsort. Die Bevölkerungszahl allerdings vergrößerte sich im Vergleich zu 1890 in den folgenden einhundert Jahren nicht wesentlich (1990: 148 Einwohner). Die politische Gemeinde Tellerhäuser wurde nach Einführung der sächsischen Landgemeindeordnung von 1838 im Forsthaus begründet. 1994 verlor Tellerhäuser, das bis dahin als höchstgelegenes Dorf Sachsens bekannt war, seine Selbstständigkeit und wurde gemeinsam mit der Häusergruppe Zweibach ein Ortsteil der Gemeinde Rittersgrün. Im Zuge der Eingemeindung von Rittersgrün wurde der Ort am 1. Januar 2007 ein Ortsteil von Breitenbrunn.
Von Tellerhäuser aus verläuft die deutsch-tschechische Grenze in nordwestlicher Richtung über den Kaffenberg nach Ehrenzipfel und weiter nach Johanngeorgenstadt bzw. in südöstliche Richtung nach Oberwiesenthal. Das ausgedehnte Waldgebiet rings um den Ort kann im Sommer und Winter für Wanderungen und Skitouren (grenzüberschreitende Loipe) benutzt werden.

## Entwicklung der Einwohnerzahl
| Jahr | Einwohnerzahl 1 |
| ---- | --------------- |
| 1791 | 2 Häuser        |
| 1834 | 41              |
| 1871 | 122             |
| 1890 | 119             |

| Jahr | Einwohnerzahl 1 |
| ---- | --------------- |
| 1910 | 134             |
| 1925 | 135             |
| 1939 | 160             |
| 1946 | 192             |

| Jahr | Einwohnerzahl 1 |
| ---- | --------------- |
| 1950 | 458             |
| 1964 | 194             |
| 1990 | 148             |
| 2009 | 128             |

## Kultur und Sehenswürdigkeiten
- Grenzüberschreitender Anton-Günther-Weg

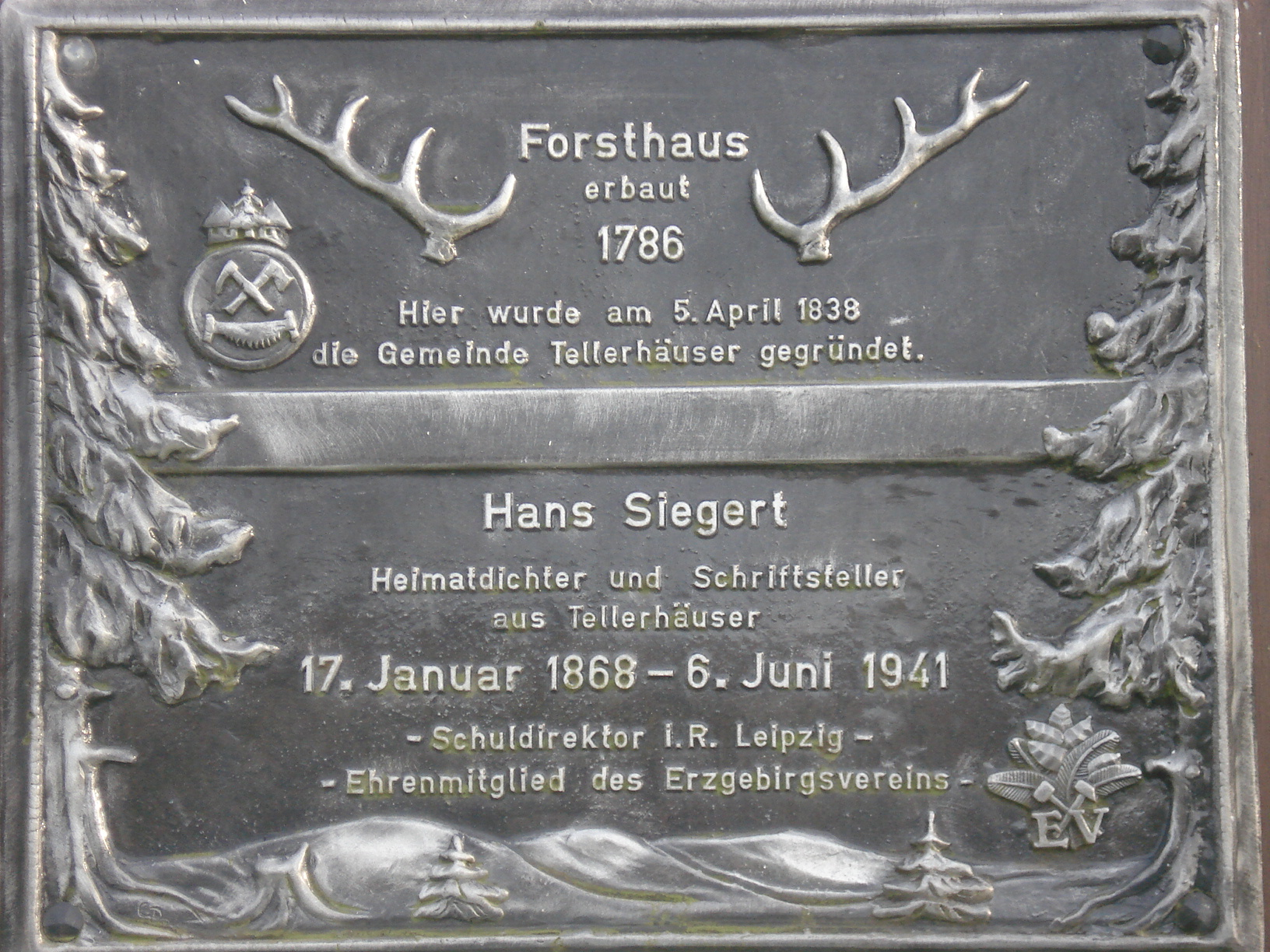
Gedenktafel für Hans Siegert am Forsthaus in Tellerhäuser

## Personen, die mit dem Ort in Verbindung stehen
- Alwin Teumer (1828–1890), Förster in Tellerhäuser und ein Original im westlichen Erzgebirge.
- Hans Siegert (1868–1941), erzgebirgischer Heimatdichter, wuchs bei seinen Großeltern in Tellerhäuser auf.
- Martin Mutschmann (1879–1947), sächsischer Reichsstatthalter und Ministerpräsident, wurde am 16. Mai 1945 auf der Flucht im Kaufmannhaus in Tellerhäuser festgenommen.

## Sonstiges
Der 1922 erschienene Roman Zwei Wege von Hans Siegert handelt in Tellerhäuser, das dort Wildhäuser genannt wird.